# Постюма, Дауэ Боб
Дауэ Боб Постюма (нидерл. Douwe Bob Posthuma; род. 12 декабря 1992, Амстердам, Нидерланды) — нидерландский певец и автор песен в жанрах фолк и кантри. Дауэ Боб представил Нидерланды и занял 11 место в финале конкурса «Евровидение-2016» с песней «Slow Down».

## Биография
Отец -  известный дизайнер и музыкант Симон Постюма.
Дауэ Боб начал играть на фортепиано в возрасте 6 лет, первоначально концентрируясь на джазе и классической музыке. В 14 лет впервые взял в руки гитару. Певец был вдохновлён музыкой в стиле кантри, фолк и поп 1950-70х годов.

## Музыкальная карьера
22 сентября 2015 года было объявлено, что Дауэ Боб представит Нидерланды на «Евровидении-2016» в Стокгольме.
10 мая 2016 года Боб прошёл в финал конкурса.

## Личная жизнь
10 марта 2016 года, во время интервью для OutTV Боб рассказал, что считает себя бисексуалом..